# 拉斯萨利纳斯
拉斯萨利纳斯（西班牙語：Las Salinas）是西班牙巴利阿里群岛的一个市镇。总面积39平方公里，总人口3389人（2001年），人口密度87人/平方公里。